# Misumenoides decipiens
Misumenoides decipiens är en spindelart som beskrevs av Lodovico di Caporiacco 1955. Misumenoides decipiens ingår i släktet Misumenoides och familjen krabbspindlar.
Artens utbredningsområde är Venezuela. Inga underarter finns listade i Catalogue of Life.